# Jacob H. Bromwell

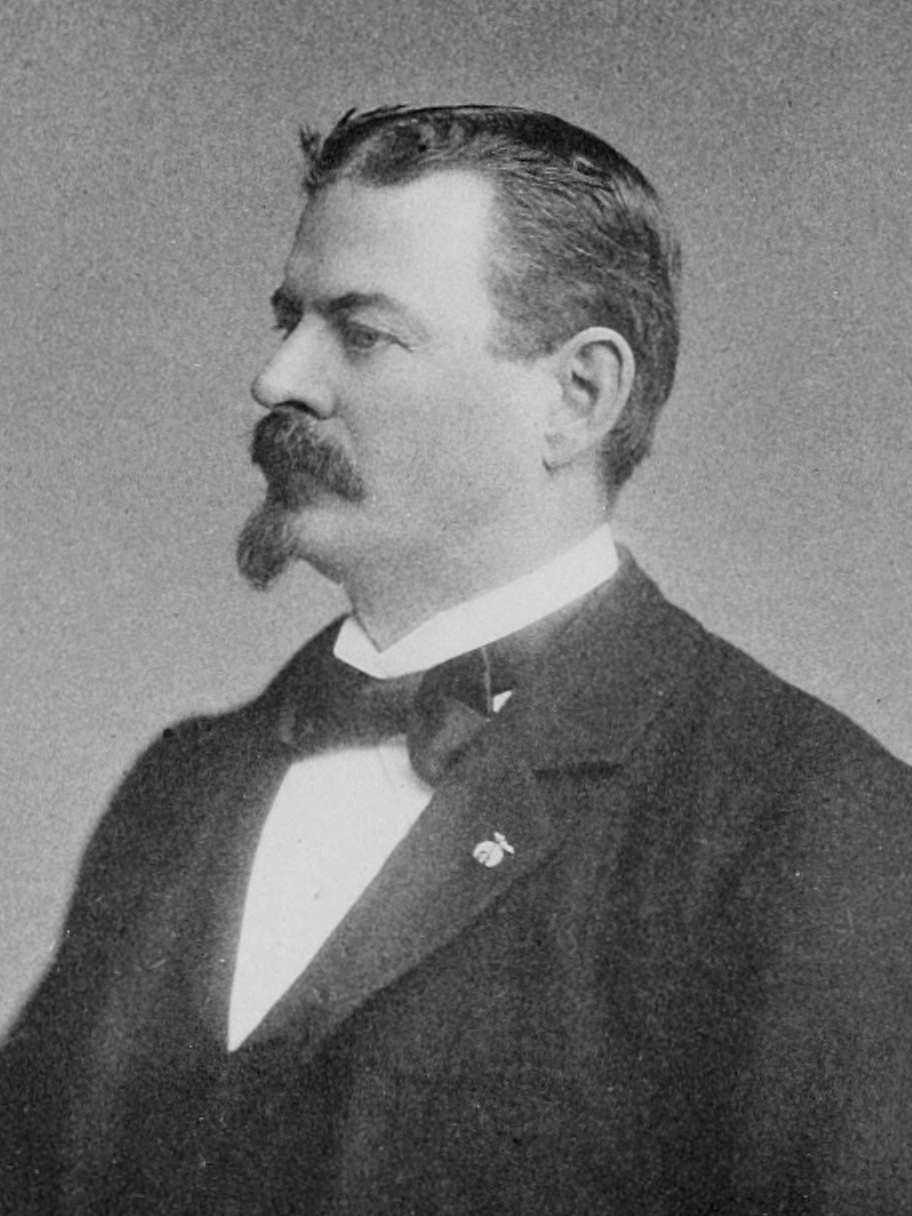
Jacob H. Bromwell (1899)

Jacob Henry Bromwell (* 11. Mai 1848 in Cincinnati, Ohio; † 4. Juni 1924 in Wyoming, Ohio) war ein US-amerikanischer Politiker der Republikanischen Partei. Vom 3. Dezember 1894 bis zum 3. März 1903 war er Mitglied des Repräsentantenhauses der Vereinigten Staaten für den 2. Kongressdistrikt des Bundesstaates Ohio.

## Leben
Bromwell wurde in Cincinnati geboren. Seine Kindheit verbrachte er in Newport im Bundesstaat Kentucky. Die Schulen besuchte er in Cincinnati. 1864 machte er seinen High-School-Abschluss. Anschließend war er für 23 Jahre als Lehrer in Cincinnati und im südlichen Indiana tätig. An der University of Cincinnati studierte er erfolgreich Jura. 1888 wurde er als Rechtsanwalt zugelassen. Zwischen 1880 und 1886 war er Bürgermeister von Wyoming.
In einer Special election wurde Bromwell für den zurückgetretenen John A. Caldwell ins US-Repräsentantenhaus gewählt. Er vertrat fortan den 2. Distrikt von Ohio. Er wurde dreimal wiedergewählt. 1902 wurde er von seiner Partei nicht mehr nominiert. Er ging wieder zurück nach Cincinnati, wo er wieder als Anwalt tätig war. Von 1907 bis 1913 stand er als Richter in Diensten des Staates Ohio. Bis zu seinem Tod 1924 war er wieder als Anwalt tätig. Bromwell wurde auf dem Spring Grove Cemetery beigesetzt.